# Thijs van Daalen
Mathijs (Thijs) van Daalen (Maasland, 16 augustus 1950) is een Nederlandse politicus namens de ChristenUnie. Hij werd in 2008 wethouder te Houten.

## Loopbaan
Van Daalen volgde na de mulo een zeevaarts- en ICT-opleiding op hbo-niveau. Hij werkte vijf jaar als radio-officier ter koopvaardij en daarna tot eind jaren 90 in de ICT-wereld. Sindsdien is hij als politicus en bestuurder werkzaam. Hij zat onder meer in het bestuur van de Rabobank in Flevoland.
Van Daalen was in eerste instantie politiek gehuisvest bij de Reformatorische Politieke Federatie (RPF), zo was hij van mei 1999 tot eind 2003 - de laatste - partijvoorzitter. Hij speelde een actieve rol in de totstandkoming van de fusie met het Gereformeerd Politiek Verbond (GPV) tot de ChristenUnie, die in 2001 haar beslag kreeg. In januari 2000 werd hij de eerste partijvoorzitter van de nieuwe partij. In april 2005 droeg hij het stokje over aan Peter Blokhuis.
Van Daalen heeft voor de ChristenUnie ook in een aantal politieke organen zitting genomen. Vanaf september 1998 was hij lid (en fractievoorzitter) van de Provinciale Staten van Flevoland. Na de gemeenteraadsverkiezingen van 2006 was hij eveneens lid geworden van de gemeenteraad van Zeewolde. Omdat de ChristenUnie deel ging uitmaken van het college van burgemeester en wethouders en hij namens zijn partij wethouder werd, gaf hij zijn zetel in de Provinciale Staten op. In december 2007 legde hij dit politieke ambt alweer neer vanwege de verwikkelingen rondom een aan te leggen multifunctionele scholenaccommodatie in de Polderwijk. In oktober 2008 kon hij echter het wethouderschap overnemen van partijgenoot Wouter de Jong, die als wethouder van Houten naar Gedeputeerde Staten van Utrecht was vertrokken. In zijn portefeuille heeft hij onder andere milieu-, centrum- en sociale zaken zitten alsook de verdubbeling van de spoorlijn.

## Persoonlijk
Thijs van Daalen is getrouwd en heeft drie kinderen. Hij behoort tot de Nederlands Gereformeerde Kerken en was van 1999 tot 2003 lid van de kerkenraad (meestentijds als voorzitter).

## Onderscheiding
- Ridder in de Orde van Oranje-Nassau (28 april 2006)[2]